# Seriemorden i Ipswich 2006
Seriemorden i Ipswich 2006 ägde rum mellan 30 oktober och 10 december 2006, då kropparna av fem mördade kvinnor hittades på olika platser i närheten av Ipswich, Suffolk, England. Alla som mördats var prostituerade kvinnor i Ipswich-området. Kvinnornas kroppar hittades nakna, men det fanns inga tecken på sexuella övergrepp. Två av offren, Anneli Alderton och Paula Clennell, dödades genom kvävning. Den direkta dödsorsaken för de övriga, Gemma Adams, Tania Nicol och Annette Nicholls har inte fastställts. Suffolk-polisen såg ett samband mellan morden och inledde en mordundersökning med kodnamnet Operation Sumac. De anlitade också poliser från andra distrikt för att hjälpa till i undersökningen, vilket ledde till två arresteringar. Den första misstänkte, som aldrig officiellt namngetts av polisen, släpptes. Den andra misstänkte, Steven Gerald James Wright, då 48 år, arresterades misstänkt för mord på alla fem kvinnor den 21 december 2006. Wright häktades och rättegången inleddes den 14 januari 2008 vid Ipswich Crown Court. Han medgav att han haft sex med alla fem offer och att han hade använt prostituerade sedan 1980-talet. Men erkände inte morden i sig, trots att DNA- och fiberbevis som lades fram för domstolen länkade honom till morden. På grund av den tekniska bevisningen befanns han skyldig till alla fem morden den 21 februari 2008 och dömdes dagen därpå till livstids fängelse med en rekommendation att han aldrig skulle släppas ut.

## Offren

### Tania Nicol
Tania Nicol, 19 år och från Ipswich, försvann den 30 oktober och var det första offret som rapporterades saknad. Det var hennes mor som 48 timmar efter försvinnandet anmälde detta. Kroppen hittades av polisens dykare den 8 december i en flod i närheten av Copdock Mill.  

### Gemma Adams
Gemma Rose Adams, 25 år och född i Kesgrave, försvann den 15 november omkring klockan 01.15 (UTC).. Hon anmäldes saknad samma dag av hennes partner Jon Simpson. Hennes kropp hittades den 2 december i en flod vid Hintlesham och hon var därmed det första av offren som hittades. 

### Annette Nicholls
Annette Nicholls, 29 år, troddes först ha varit saknad sedan 4 december, men då rättegången började framkom det att hon hade setts i Ipswich centrum den 8 december.

### Anneli Alderton
Anneli Sarah Alderton, 24 år, försvann den 3 december och hittades den 10 december. 

### Paula Clennell
Paula Lucille Clennell, 24 år, försvann den 10 december och hittades den 12 december. 